# 美国宪法条款列表
《美利坚合众国宪法》及其修正案包含了数百条条款，这些条款概述了美国联邦政府的智能、州政府与联邦政府之间的政治关系，并影响美国联邦司法系统的释法方式。当某一特定条款成为重要或有争议的法律问题时，会为其命名以方便参考。

## 修正案条款
| 条款名称         | 所属修正案   | 备注           |
| ---------------- | ------------ | -------------- |
| 政教分离条款     | 第一修正案   |                |
| 宗教活动自由条款 | 第一修正案   |                |
| 言论自由条款     | 第一修正案   |                |
| 新闻自由条款     | 第一修正案   |                |
| 集会自由条款     | 第一修正案   |                |
| 请愿条款         | 第一修正案   |                |
| 搜查与扣押条款   | 第四修正案   |                |
| 双重追诉条款     | 第五修正案   |                |
| 正当法律程序条款 | 第五修正案   | 连同第14修正案 |
| 自证其罪条款     | 第五修正案   |                |
| 征用条款         | 第五修正案   |                |
| 大陪审团条款     | 第五修正案   |                |
| 律师协助条款     | 第六修正案   |                |
| 强制程序条款     | 第六修正案   |                |
| 对质条款         | 第六修正案   |                |
| 公正陪审团条款   | 第六修正案   |                |
| 告知条款         | 第六修正案   |                |
| 公开审判条款     | 第六修正案   |                |
| 快速审判条款     | 第六修正案   |                |
| 邻近条款         | 第六修正案   |                |
| 额外保释条款     | 第八修正案   |                |
| 公民条款         | 第十四修正案 |                |
| 特权与豁免权条款 | 第十四修正案 |                |
| 正当法律程序条款 | 第十四修正案 |                |
| 平等保护条款     | 第十四修正案 |                |
| 执法权条款       | 多个修正案   |                |

### 文献
- Devotion Garner; Cheryl Nyberg. . 华盛顿大学. 2013-09-30  [2021-09-09]. （原始内容存档于2022-05-16） （英语）.